# Trirhithrum nigrum
Trirhithrum nigrum är en tvåvingeart som först beskrevs av Graham 1910.  Trirhithrum nigrum ingår i släktet Trirhithrum och familjen borrflugor. Inga underarter finns listade i Catalogue of Life.